# Hær
 Denne artikel omhandler landmilitære styrker generelt. For Danmarks hær, se Hæren.
En hær betegner almindeligvis landmilitære styrker i modsætning til f.eks. marine og luftvåben. Indenfor en hær finder man typisk en række våbenarter, eksempelvis:
- Infanteri
- Kavaleri
- Artilleri
- Pansertropper
- Ingeniørtropper
- Forsyningstropper
- Telegraftropper
- Sanitetstropper
- Faldskærmstropper
- Specialstyrker

## Hierarki
En hær vil som regel være opdelt i en række enheder, hvis benævnelser kan variere afhængigt af hvilken våbenart, der er tale om, ligesom betydningen af betegnelserne kan variere fra land til land. Fra den største til den mindste enhed vil man typisk finde:
- Armégruppe
- Armé
- Armékorps
- Division
- Brigade (Rom: Legion)
- Regiment
- Bataljon (Artilleriet: Afdeling)
- Kompagni (Kavaleriet: Eskadron; Artilleriet: Batteri)
- Deling
- Gruppe

De enkelte våbenarter opererer ikke på egen hånd, men vil typisk indgå som dele af en større militær enhed, f.eks. en brigade eller en division.

## Ledelse
En hærs øverste ledelse vil typisk bestå af en hærchef og hans stab samt en række organisationer, der varetager forskellige overordnede opgaver. Det kan f.eks. være anskaffelse af materiel. For hver våbenart vil der typisk være en inspektør, der med sin stab varetager forskellige opgaver, f.eks. omkring personalet (uddannelse, forfremmelser, forflytninger) eller organisatoriske spørgsmål. Samtidig fungerer inspektørerne som eksperter ifh. til hærens øverste ledelse.

## Stående hær
En stående hær er en hær bestående af fuldtids professionelle soldater der er parate til indsættelse med kort varsel. De adskiller sig fra reservister der kun indkaldes i tilfælde af krig eller naturkatastrofer. Stående hære er dyre at opretholde og derfor ofte af begrænset størrelse. Men de er ofte mere effektive, bedre udstyret, trænet og forberedte til konflikter end en til lejligheden mobiliseret hær.

### Historie
Stående hære har eksisteret siden antikken. De ægyptiske faraoer havde stående hære, ligeledes kendtes det i antikkens Grækenland og Rom (legion).
Efter Roms fald anses de osmanniske janitsjarer for at have været den første stående hær i Europa. Den franske kong Karl VII rejste i det 15. århundrede den første stående hær i Vesteuropa. Formålet her var dog mere at beskæftige de mange soldater der havde deltaget i den nyligt afsluttede Hundredårskrig, så de ikke tog til plyndringer. Mere kontroversiel var opbygningen af stående hære i 17. århundredes Storbritannien og senere USA. Nogle mente dette ville give for stor magt til statsoverhovederne, og underminere den civile kontrol med militæret, hvilket til slut ville resultere i tyranni.
Den engelske filosof Adam Smith argumenterede i sit skelsættende værk Nationernes velstand (bog V, kap. 1, del 1) fra 1776 at stående hære er et tegn på et moderne samfund, eftersom moderne krige kræver større kunnen og disciplin.
Siden det 18. århundrede har stående hære været en central del i forsvaret af majoriteten af de mere økonomisk velstillede nationer.